# Pšánky
Pšánky (německy Psanek) jsou obec v okrese Hradec Králové v Královéhradeckém kraji. Leží asi dvacet kilometrů severozápadně od krajského města Hradec Králové a asi sedm kilometrů jižně od města Hořice. Žije v nich 71 obyvatel.

## Název
Jméno obce znělo původně Blšany, postupem času se měnilo na Bšany, později Pšany až nakonec na Pšánky.

## Historie
První písemná zmínka o obci pochází z roku 1393. K založení obce však došlo již dříve asi ve 12. nebo 13. století. Obec spadala do majetku zemanů ze sousedních Petroviček. V roce 1511 prodal tehdejší majitel tvrze v Petrovičkách Hašek Zvířetický z Vartemberka tvrz spolu s vesnicí Pšánky Janovi Krupému z Probluze a ten ji připojil k panství Bašnice. Na počátku 19. století odkoupili vesnici hrabata z Harrachu a připojili ji k velkostatku v Stračově. V roce 1924 byl Harrachovský velkostatek v rámci pozemkové reformy rozparcelován.

## Obyvatelstvo
| Rok            | 1869 | 1880 | 1890 | 1900 | 1910 | 1921 | 1930 | 1950 | 1961 | 1970 | 1980 | 1991 | 2001 | 2011 | 2021 |
| -------------- | ---- | ---- | ---- | ---- | ---- | ---- | ---- | ---- | ---- | ---- | ---- | ---- | ---- | ---- | ---- |
| Počet obyvatel | 150  | 171  | 143  | 165  | 167  | 167  | 144  | 134  | 123  | 96   | 79   | 49   | 48   | 57   | 67   |
| Počet domů     | 27   | 29   | 29   | 30   | 30   | 31   | 31   | 35   | 34   | 31   | 24   | 32   | 32   | 35   | 37   |

## Obecní správa
Mezi lety 1850–1971 byly Pšánky obcí v okrese Hradec Králové (1869–1890), posléze v okrese Nová Paka (1900–1930), poté v okrese Jaroměř (1950) a později opět v okrese Hradec Králové. Od 26. listopadu 1971 do 31. prosince 1992 patřily jako část obce k Petrovicím, kdy se konaly obecní volby a od 1. ledna 1993 jsou opět samostatnou obcí. V letech 1850–1884 k obci patřily Petrovičky.

### Obecní symboly
Znak a vlajka byly obci uděleny rozhodnutím předsedy Poslanecké sněmovny Parlamentu České republiky dne 14. prosince 2018.